# 談秀
談秀為中國清朝武官官員，本籍廣東新會。行伍出身的談秀於1761年（乾隆26年）奉旨接替魏文偉，於台灣地區擔任澎湖水師協副將。而隸屬台灣鎮之下的此官職職等為正二品，是台灣清治時期的這階段，扼守台灣海峽的重要武將，並統帥兩標水營，數千名水師兵勇。翌年，談秀升任金門總兵。
| 前任： 魏文偉 | 澎湖水師協副將 1761年上任 | 繼任： 林呂韜 |